# Feliks Roszkiewicz

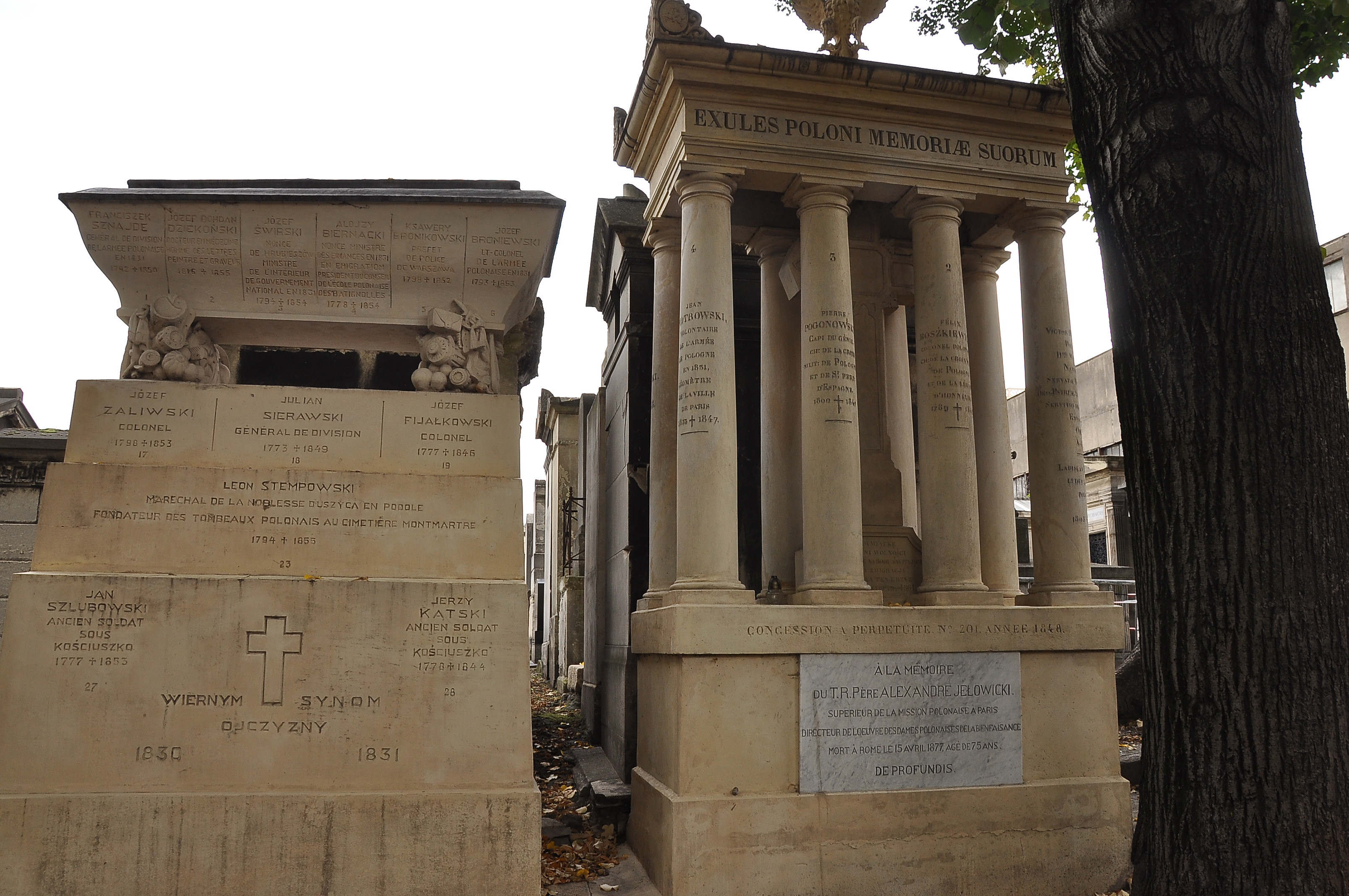
Wspólny grób na cmentarzu Montmartre w Paryżu (po prawej)

Feliks Roszkiewicz herbu Gozdawa (ur. 15 maja 1773 w Czarnylesie – zm. 11 kwietnia 1847 w Paryżu) – pułkownik wojsk polskich.

## Życiorys
W 1809 wstąpił do 6 Pułku Ułanów Księstwa Warszawskiego. W 1812 porucznik w 3 Pułku Gwardii, w 1813 kapitan 1 Pułków Szwoleżerów Gwardii. W 1814 został kawalerem Legii Honorowej. W czasie powstania listopadowego awansował na podpułkownika. 14 lipca 1831 został ostatnim dowódcą 2 Pułku Strzelców Konnych. 30 maja 1831 odznaczony krzyżem złotym Orderu Virtuti Militari. Po upadku powstania wyemigrował do Francji i osiedlił się w Chantilly.
Pochowany na Cmentarzu Montmartre w Paryżu.